# Gercourt-et-Drillancourt
Gercourt-et-Drillancourt är en kommun i departementet Meuse i regionen Grand Est (tidigare regionen Lorraine) i nordöstra Frankrike. Kommunen ligger i kantonen Montfaucon-d'Argonne som tillhör arrondissementet Verdun. År 2022 hade Gercourt-et-Drillancourt 123 invånare.

## Befolkningsutveckling
Antalet invånare i kommunen Gercourt-et-Drillancourt
| Referens: INSEE |